# Lodi (provins)
Provinsen Lodi (it. Provincia di Lodi) er en provins i regionen Lombardiet i det nordlige Italien. Lodi er provinsens hovedby. Provinsen blev dannet i 1992 af 61 kommuner, som var en del af provinsen Milano.
Der var 197.672 indbyggere ved folketællingen i 2001. 

## Geografi
Provinsen Lodi grænser i nord mod provinsen Milano, i øst mod provinsen Cremona, i syd mod Emilia-Romagna (provinsen Piacenza) og i vest mod provinsen Pavia.

## Kommuner
- Abbadia Cerreto
- Bertonico
- Boffalora d'Adda
- Borghetto Lodigiano
- Borgo San Giovanni
- Brembio
- Casaletto Lodigiano
- Casalmaiocco
- Casalpusterlengo
- Caselle Landi
- Caselle Lurani
- Castelgerundo
- Castelnuovo Bocca d'Adda
- Castiglione d'Adda
- Castiraga Vidardo
- Cavenago d'Adda
- Cervignano d'Adda
- Codogno
- Comazzo
- Cornegliano Laudense
- Corno Giovine
- Cornovecchio
- Corte Palasio
- Crespiatica
- Fombio
- Galgagnano
- Graffignana
- Guardamiglio
- Livraga
- Lodi
- Lodi Vecchio
- Maccastorna
- Mairago
- Maleo
- Marudo
- Massalengo
- Meleti
- Merlino
- Montanaso Lombardo
- Mulazzano
- Orio Litta
- Ospedaletto Lodigiano
- Ossago Lodigiano
- Pieve Fissiraga
- Salerano sul Lambro
- San Fiorano
- San Martino in Strada
- San Rocco al Porto
- Sant'Angelo Lodigiano
- Santo Stefano Lodigiano
- Secugnago
- Senna Lodigiana
- Somaglia
- Sordio
- Tavazzano con Villavesco
- Terranova dei Passerini
- Turano Lodigiano
- Valera Fratta
- Villanova del Sillaro
- Zelo Buon Persico

45°18′N 9°30′Ø / 45.3°N 9.5°Ø